# En bildserie ur Konung Oscar II:s lif
En bildserie ur Konung Oscar II:s lif är en svensk dokumentärfilm från 1908. Filmen skildrar olika händelser kopplade till Sveriges kung Oscar II.